# Новоозерне (Росія)
Новоозе́рне (рос. Новоозёрное) — село у складі Китмановського району Алтайського краю, Росія. Входить до складу Тягунської сільської ради.

## Населення
Населення — 192 особи (2010; 257 у 2002).
Національний склад (станом на 2002 рік):
- росіяни — 94 %